# Vladislav Shadrin
Vladislav Andreyevich Shadrin (tiếng Nga: Владислав Андреевич Шадрин; sinh ngày 11 tháng 6 năm 1997) là một cầu thủ bóng đá người Nga thi đấu cho FC Avangard Kursk.

## Sự nghiệp câu lạc bộ
Anh có màn ra mắt tại Giải bóng đá chuyên nghiệp quốc gia Nga cho FC Avangard Kursk vào ngày 25 tháng 9 năm 2016 trong trận đấu với F.K. Torpedo Moskva.